# فلورزویل (تگزاس)
فلورزویل، تگزاس(به انگلیسی: Floresville, Texas) شهری در ایالت تگزاس از ایالات جنوبی ایالات متحده آمریکا است. در سرشماری سال ۲۰۰۰، جمعیت این شهر ۵۸۶۸ نفر اعلام شد.

## نگارخانه

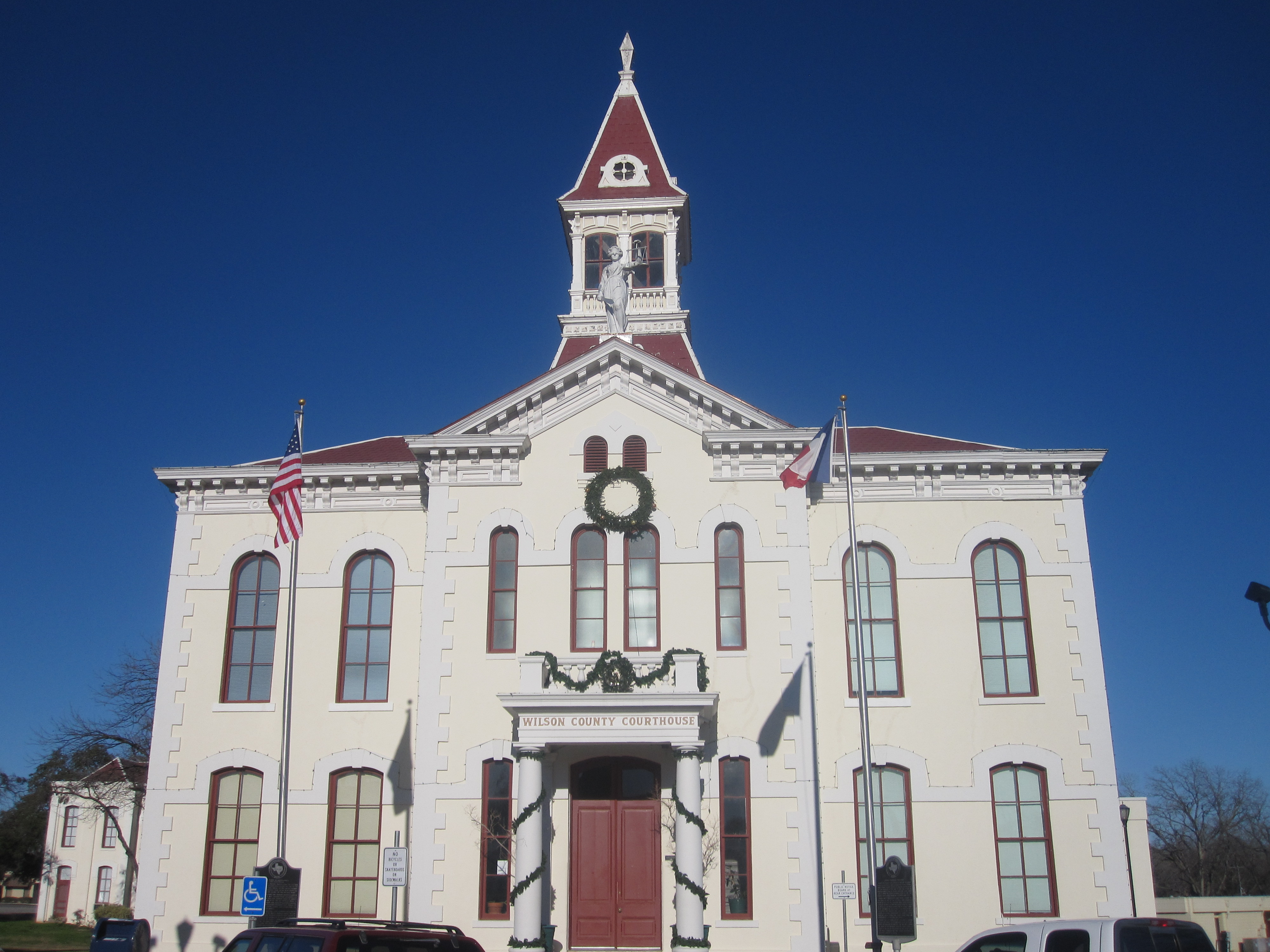
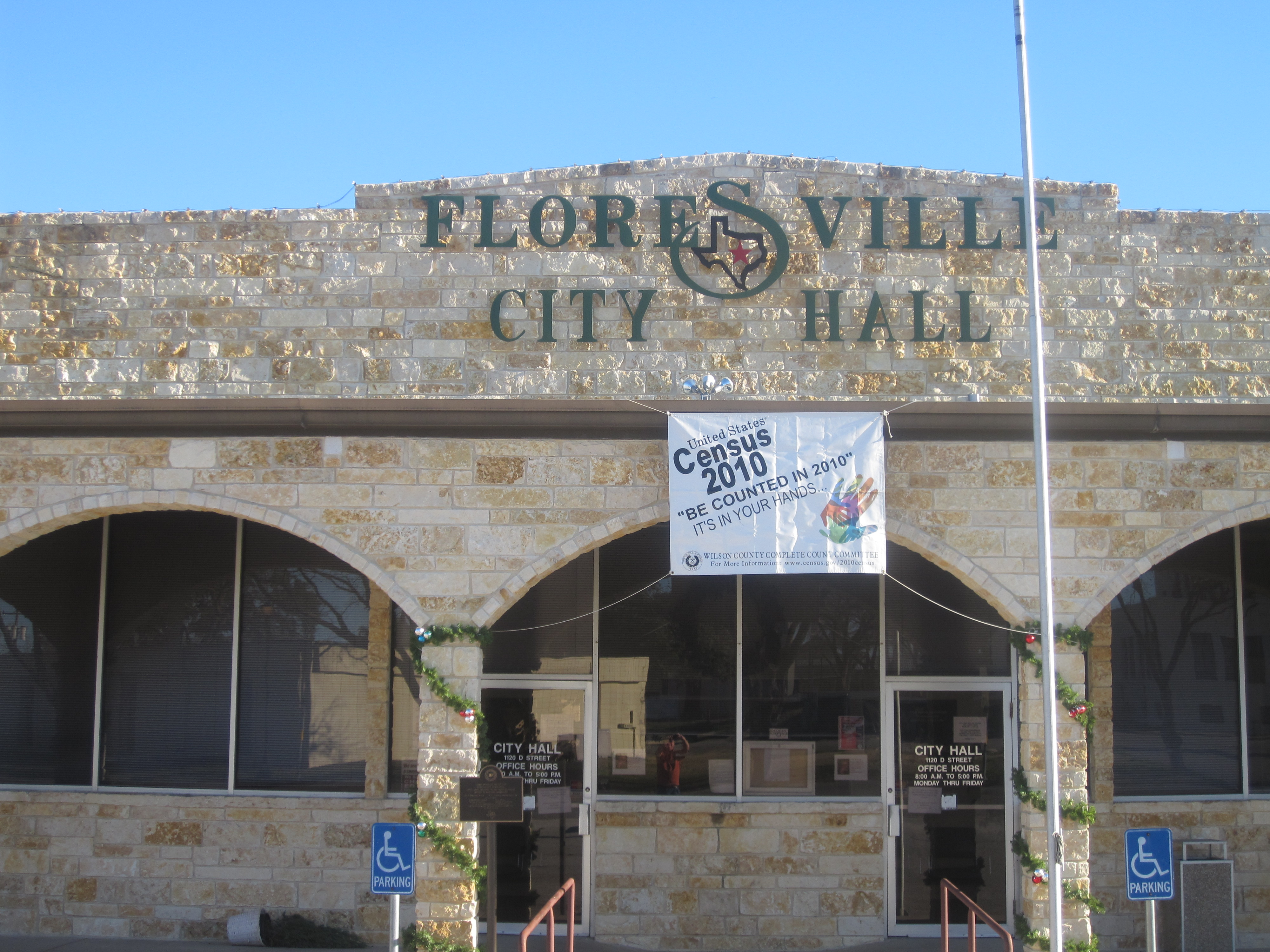
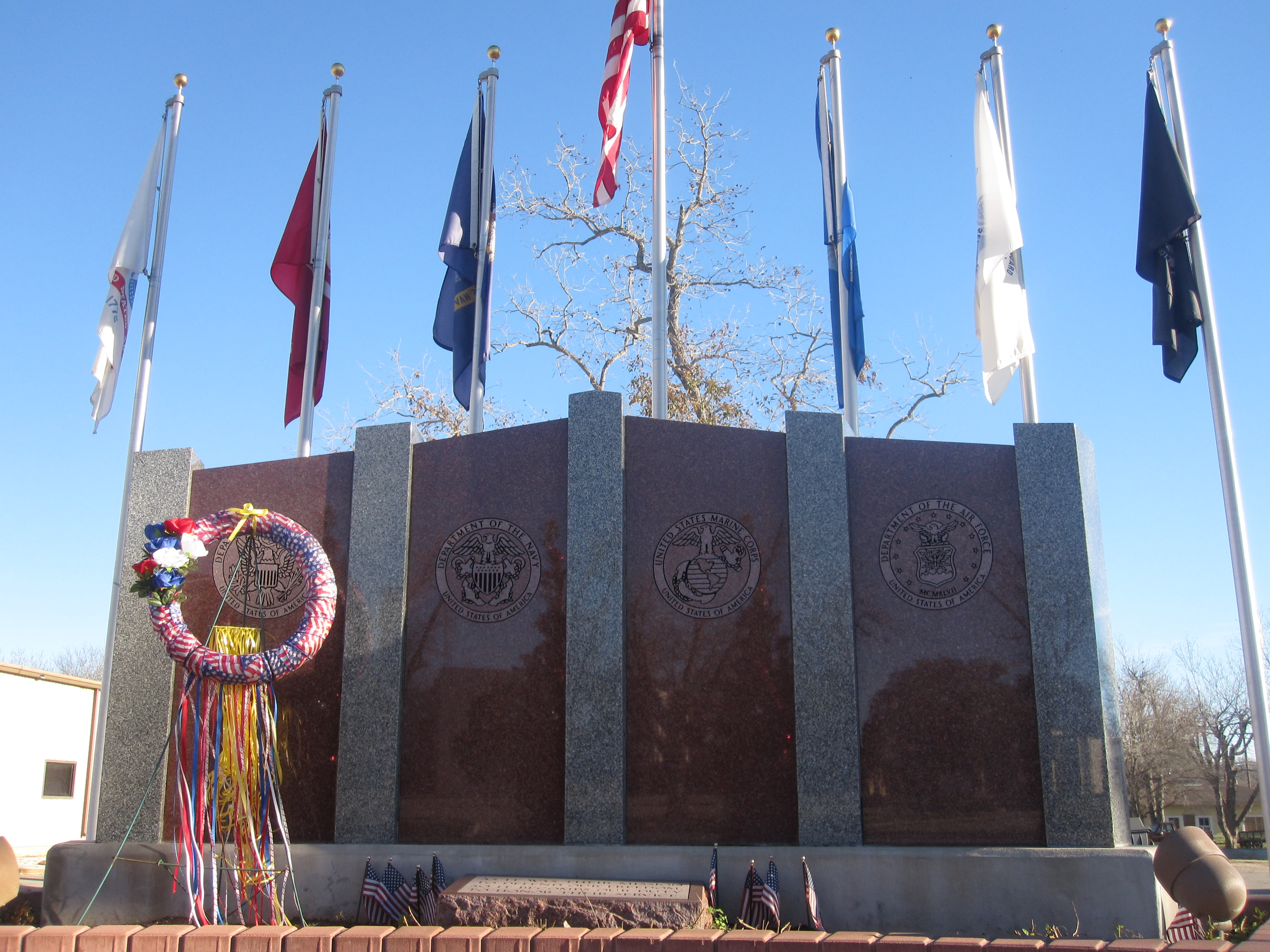
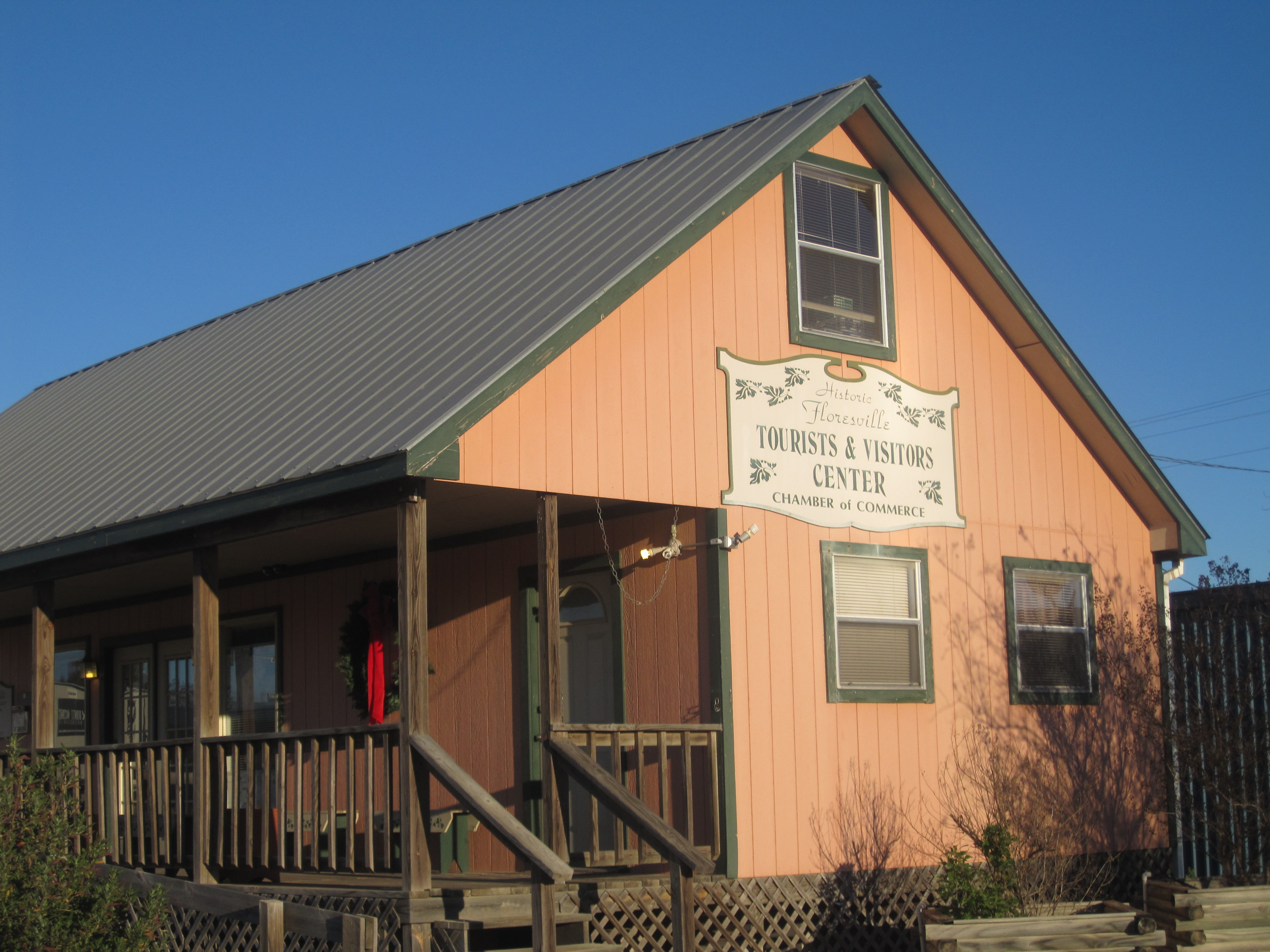
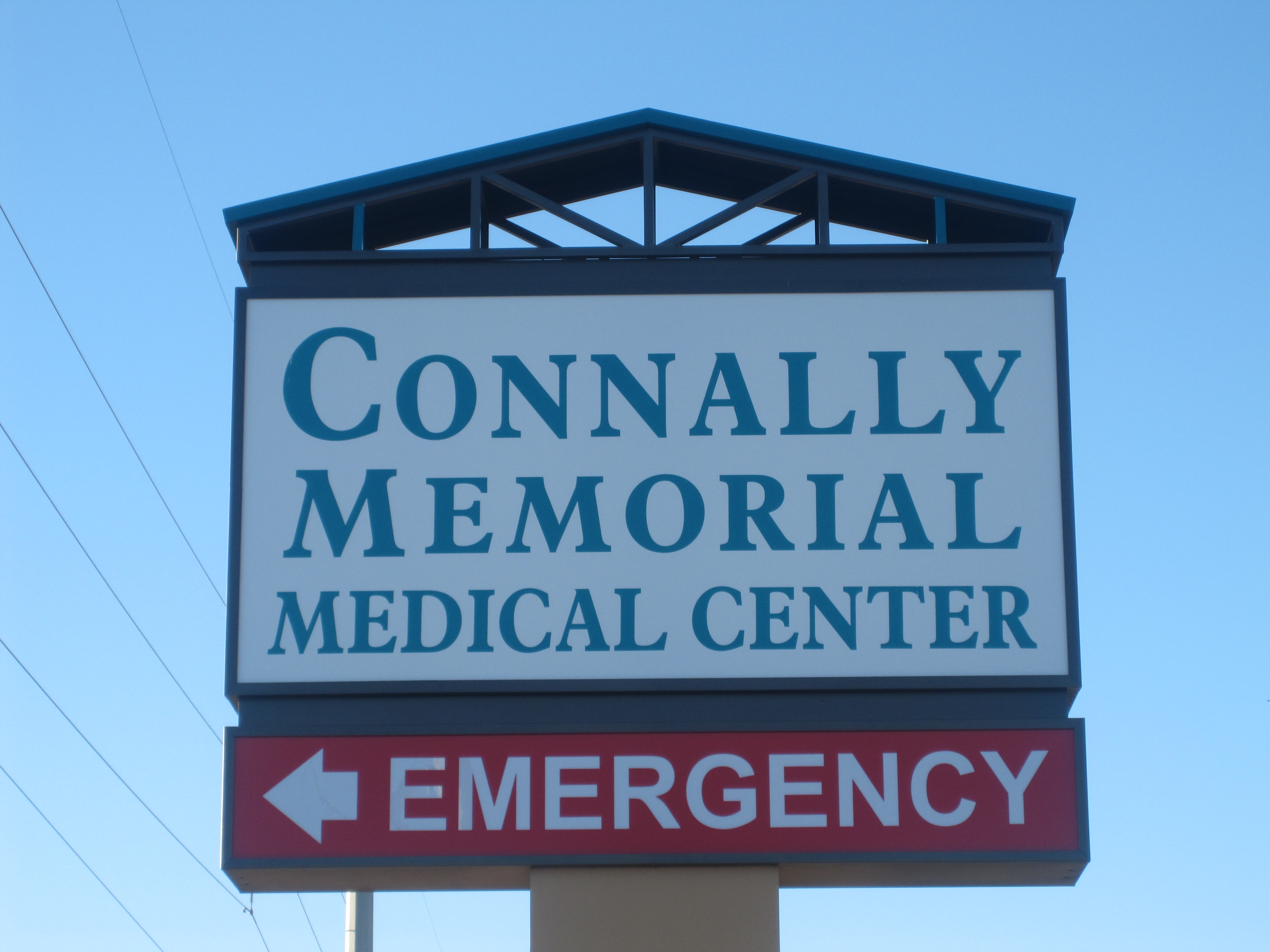
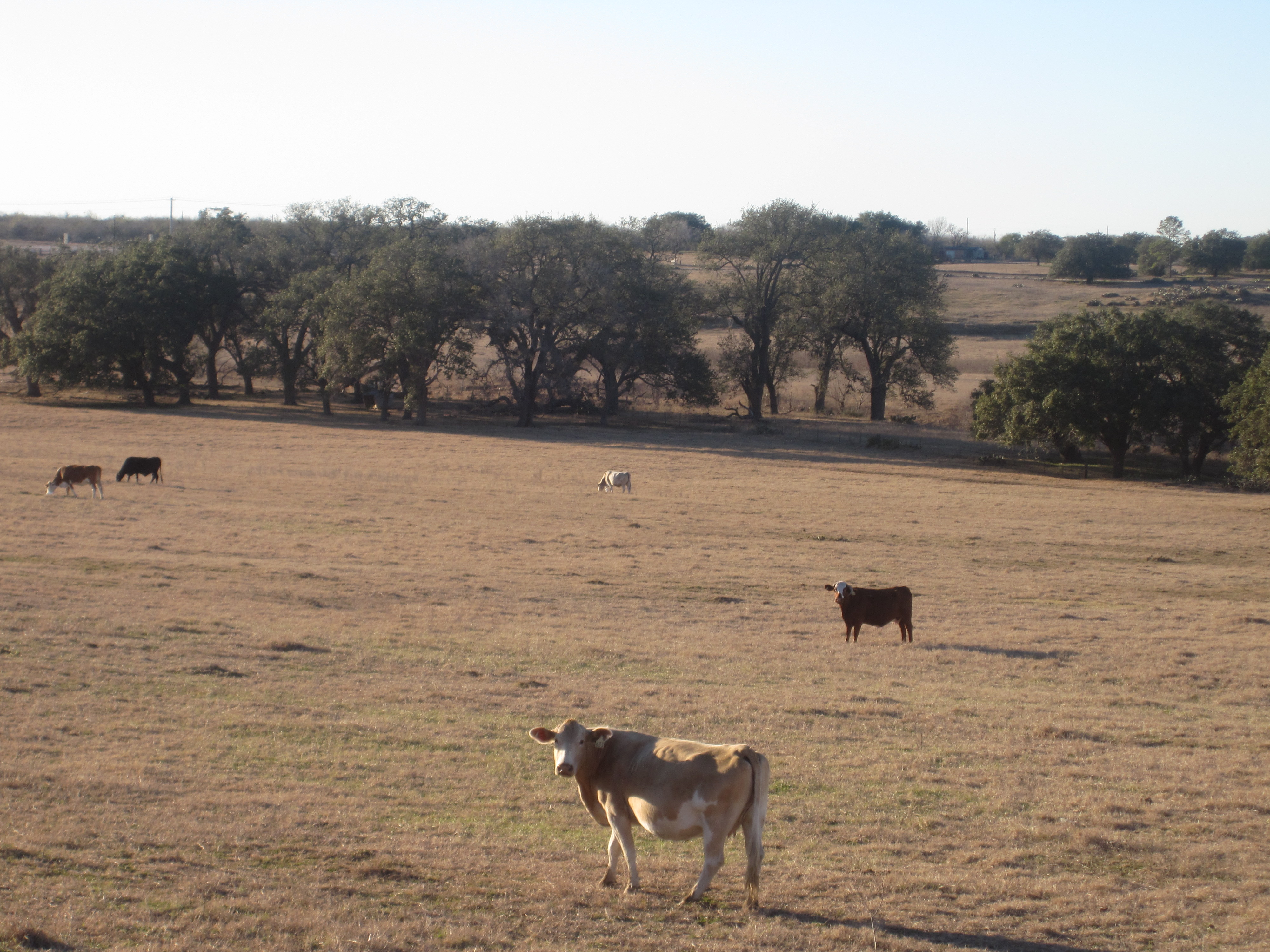
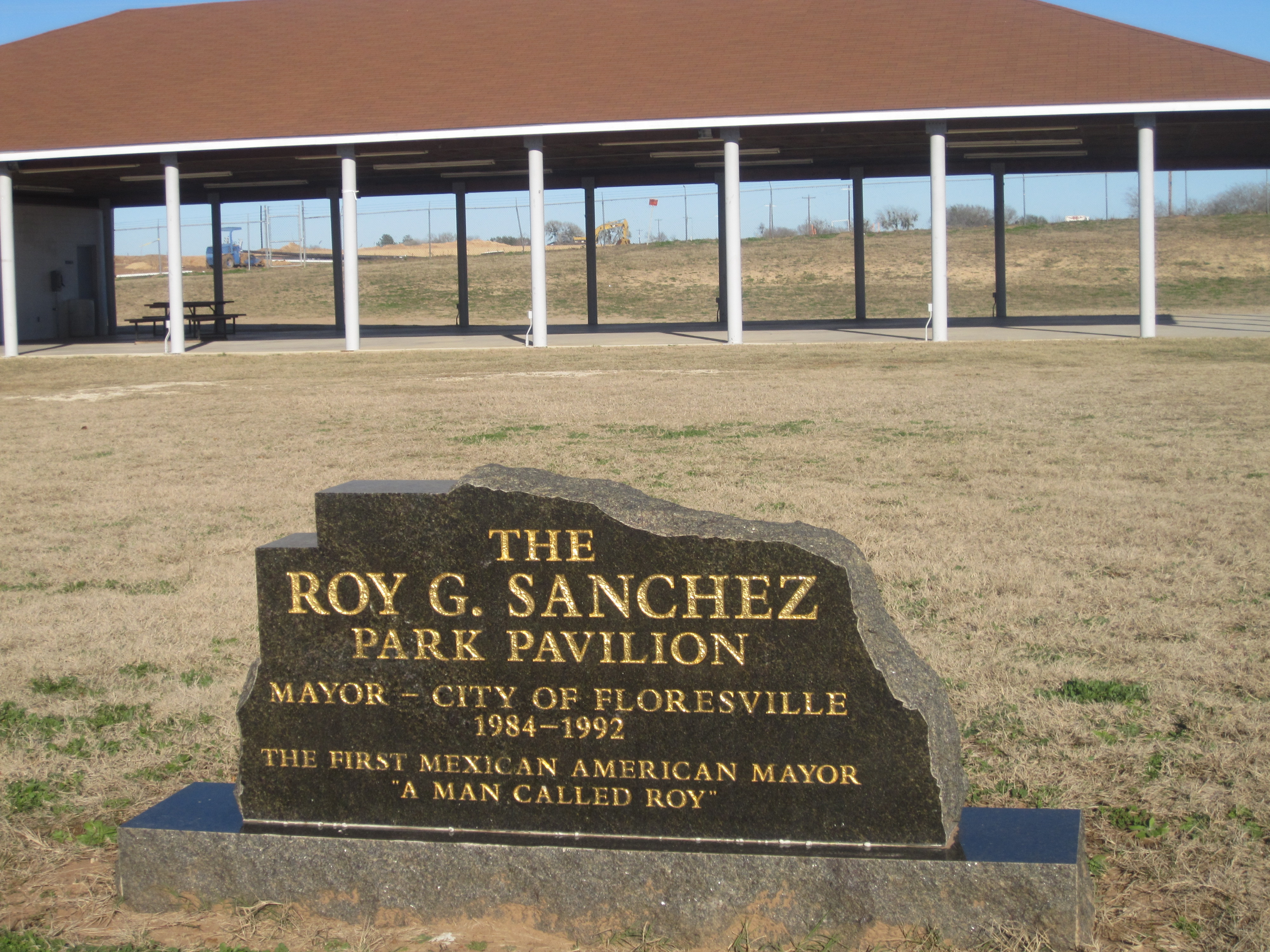
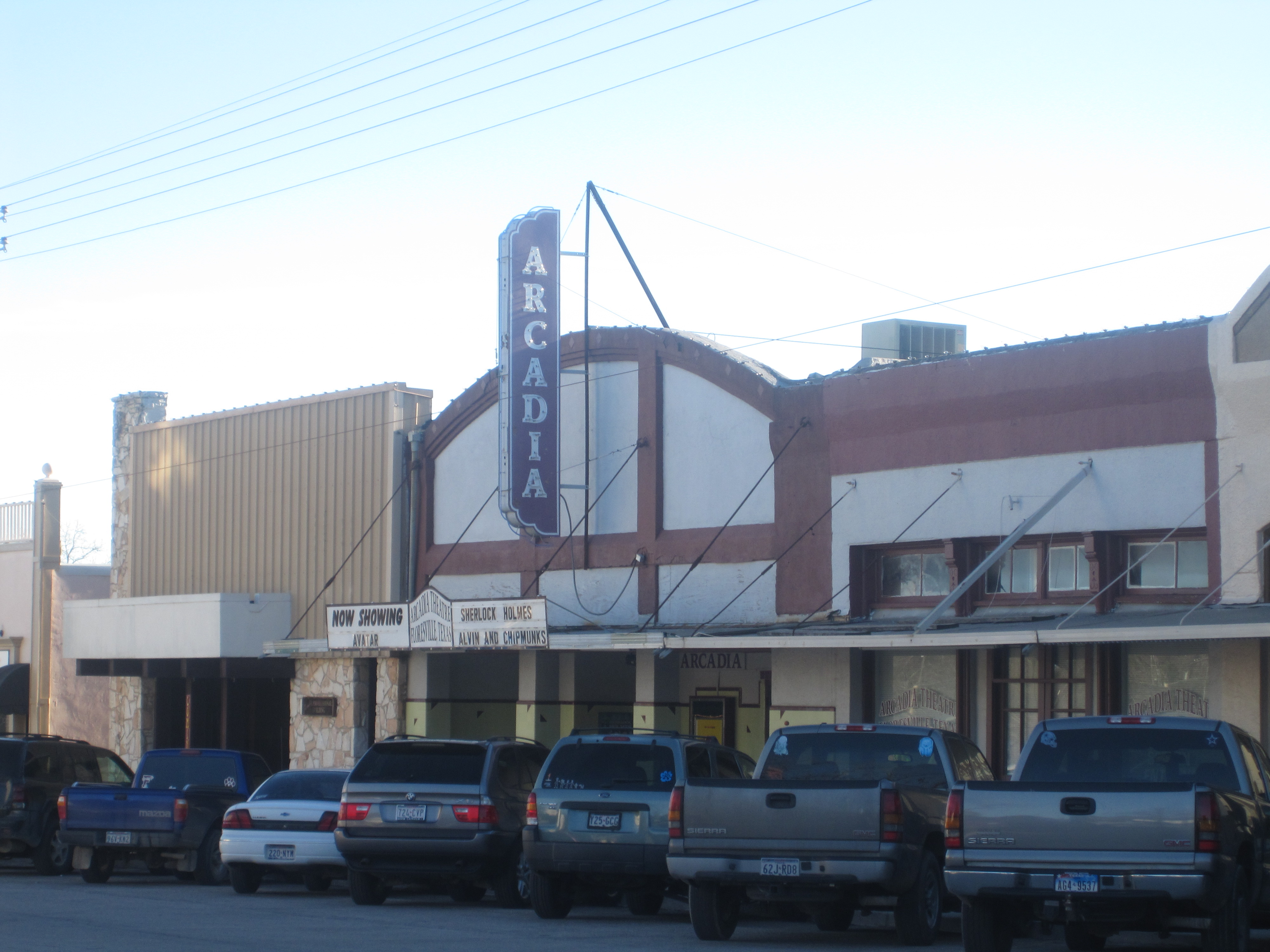
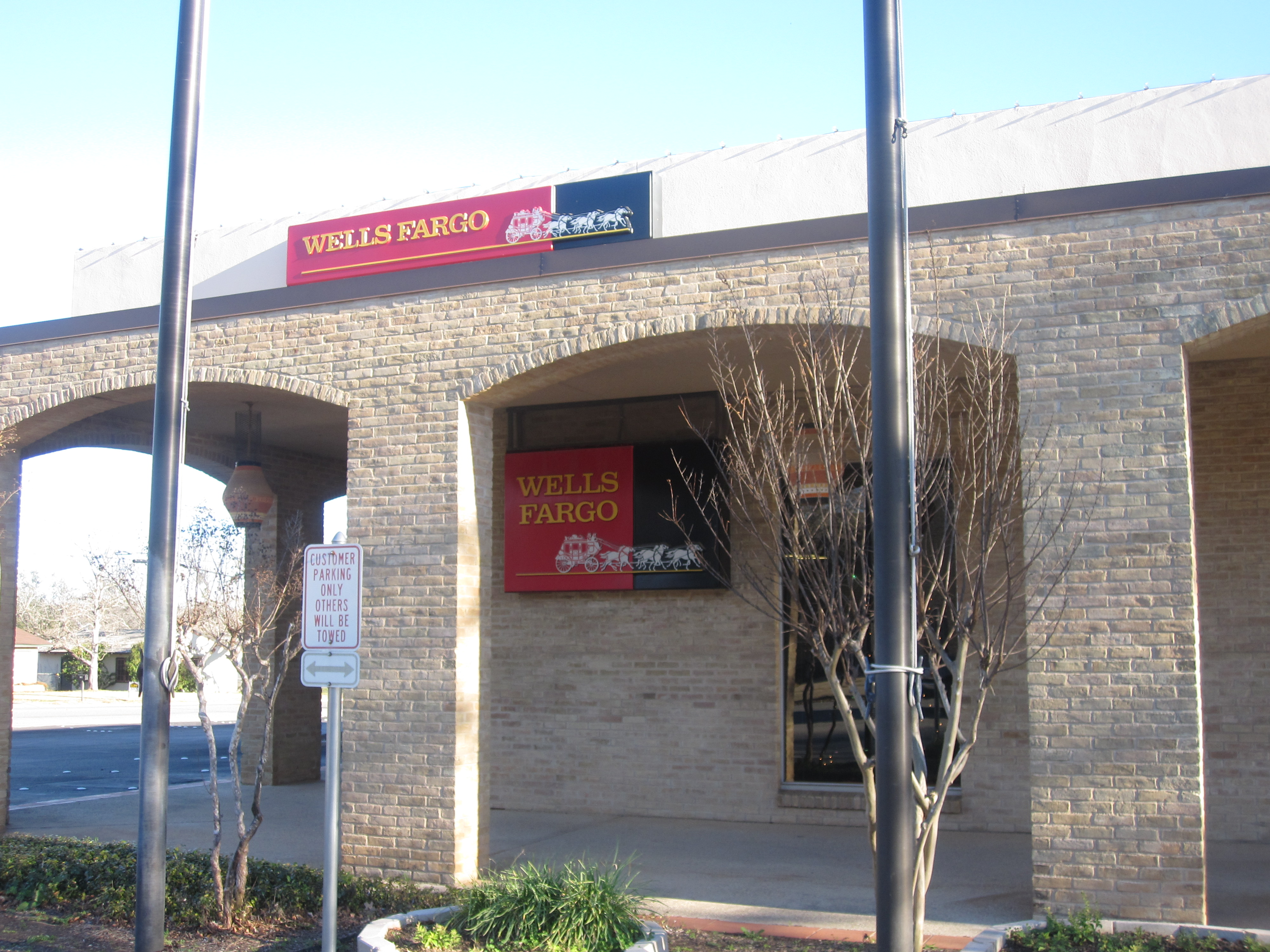
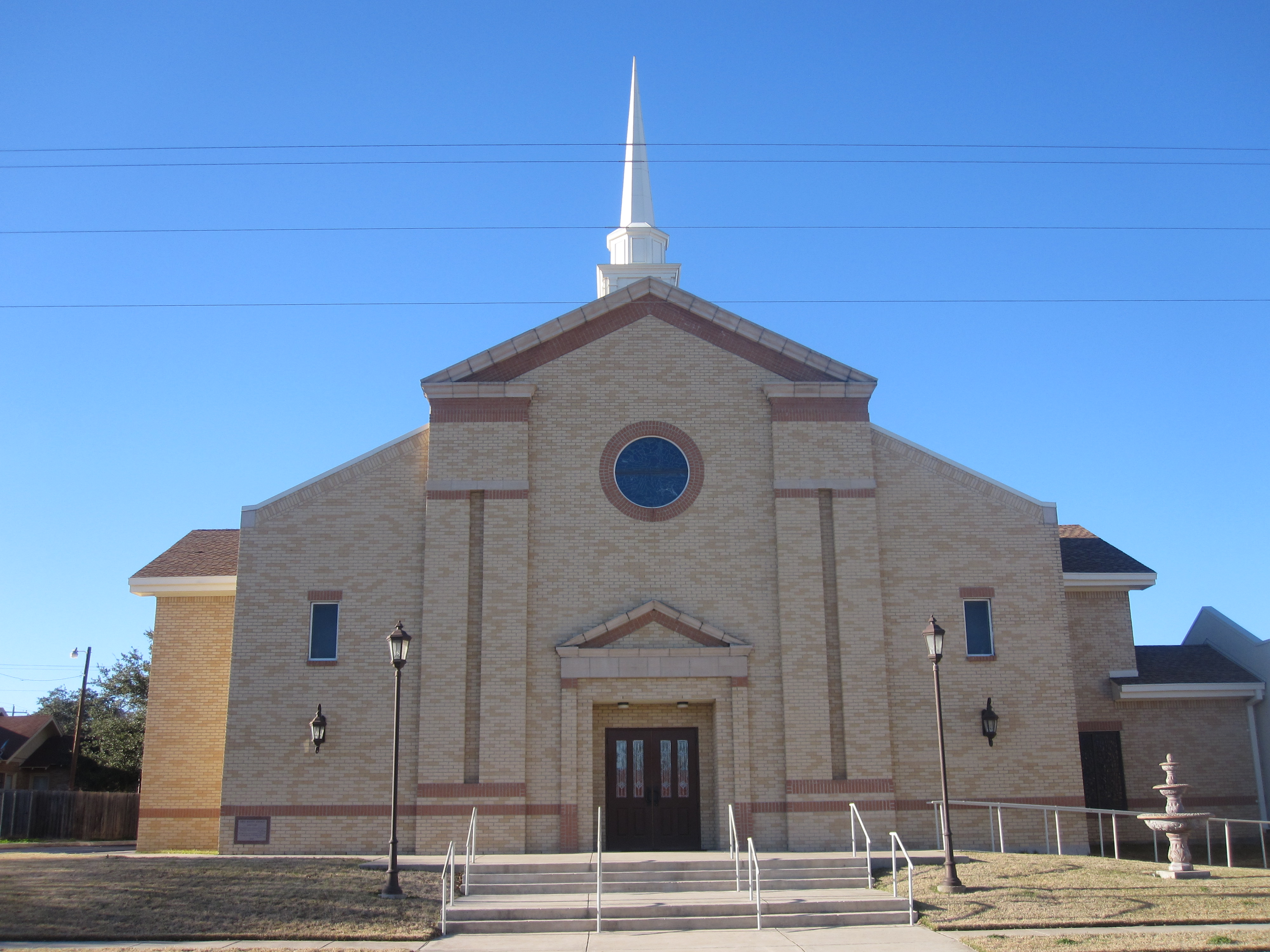
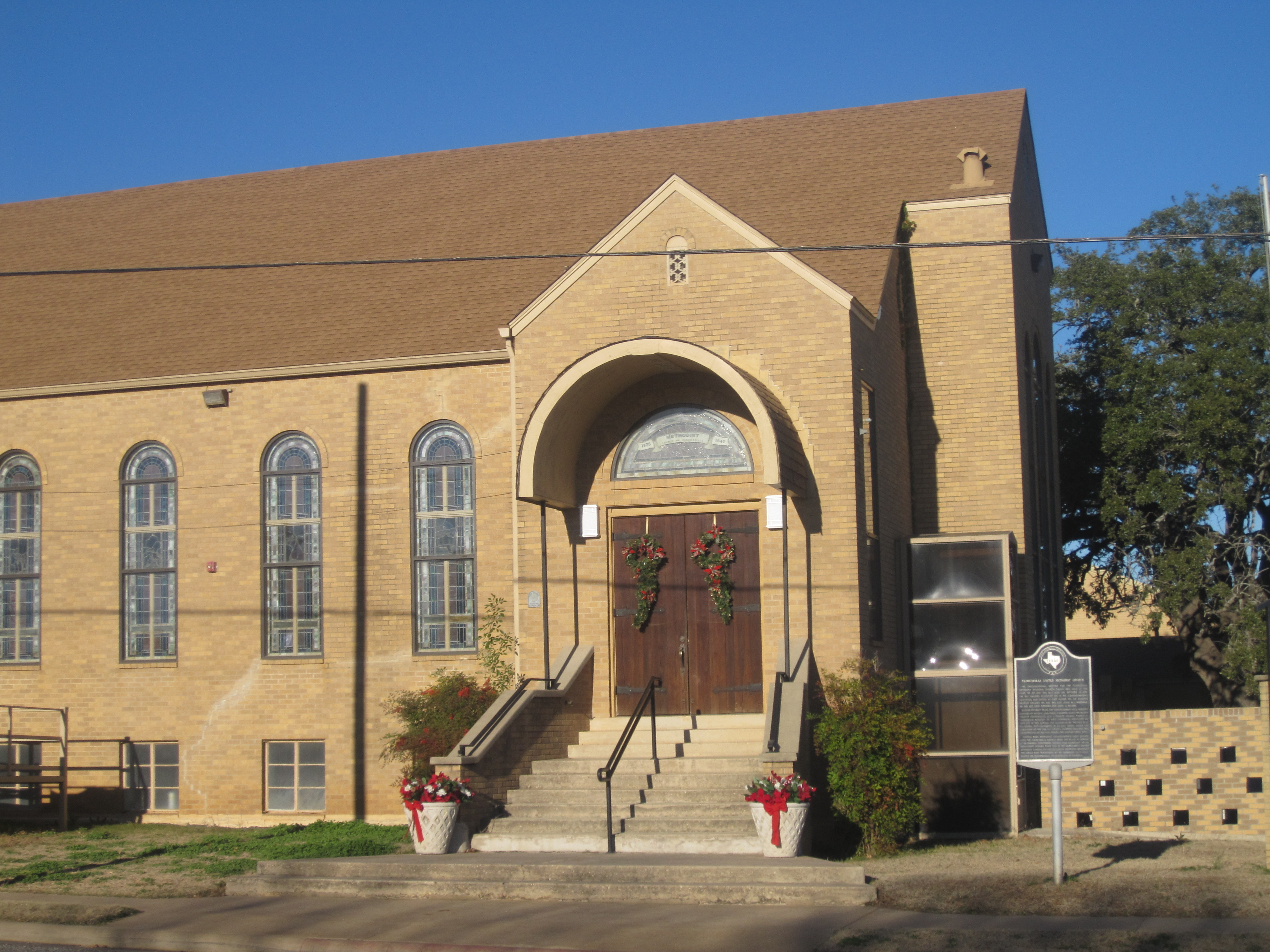
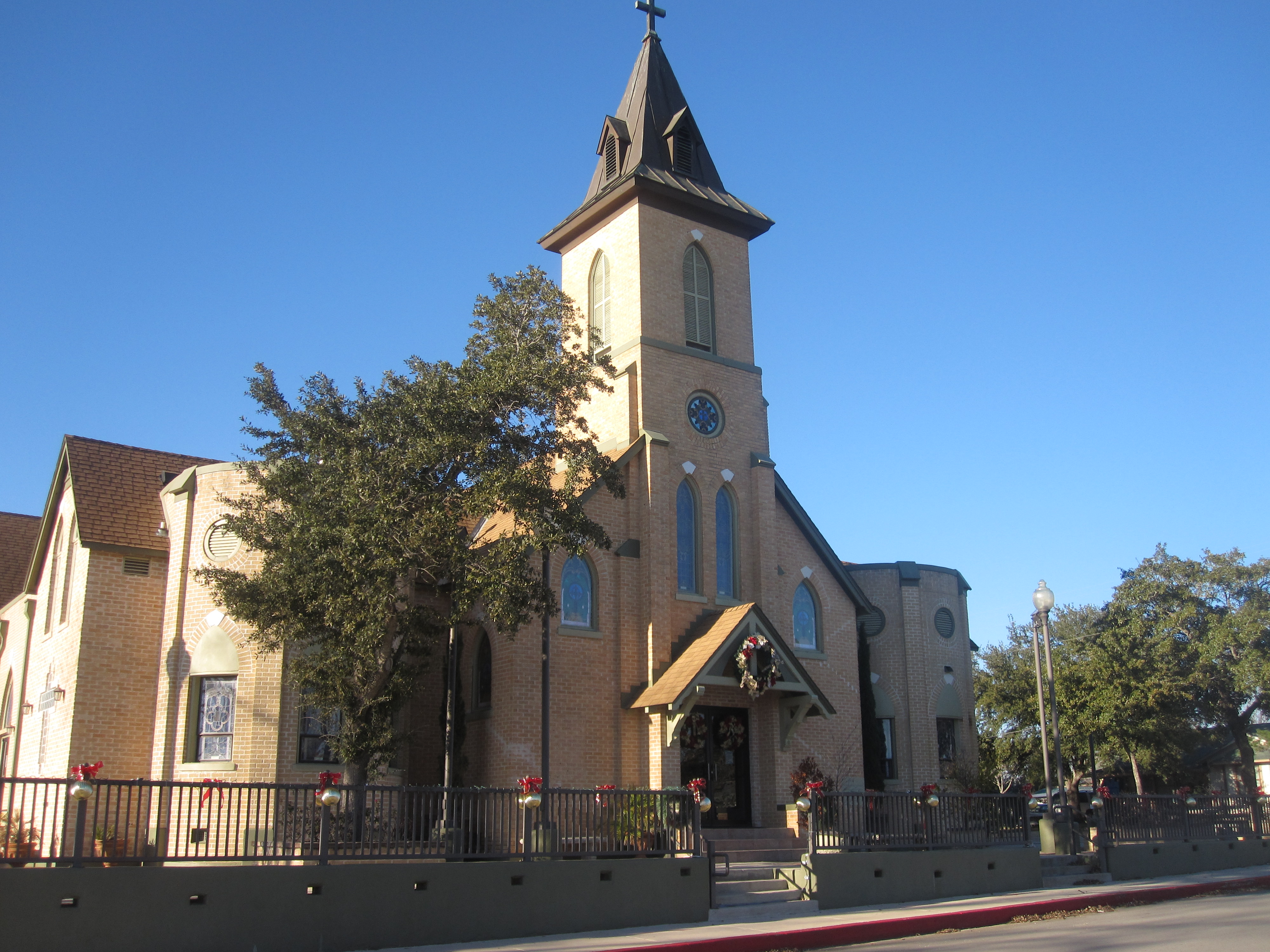